# Főbuha
A Főbuha (néhol FŐBUHA; teljes nevén Fővárosi Bútor, Hangszer, Sportszer Kiskereskedelmi Vállalat) a Fővárosi Tanács által irányított vállalat volt. 1978-ban jogutódokkal megszűnt. Tevékenységi körét 1979. január 1-jétől más vállalatok vették át.

Bútorokat, hangszereket, sportszereket, játékokat és ajándéktárgyakat árusított.

## Nevének eredete
Neve – profiljára való utalásként – a fővárosi', a bútor és a hangszer szavak összerántásából származik.
A szó már a vállalat fennállása alatt is széles körben derültséget keltett a vásárlókban. Nem meglepő, hogy a megszűnésről szóló Népszava-tudósítás címében is a "buhátlanság" szó szerepelt, humoros utalásként a "ruhátlanságra".

## Története
A Fővárosi Tanács által irányított kereskedelmi vállalatok az 1950-es években még területi alapon, kerületenként voltak megszervezve. Ezek közül – a hatékonyság növelése érdekében – többet összevontak: a közért vállalatokat 1971-ben, a vendéglátóipari vállalatokat 1967-ben szervezték át. Ugyanakkor az iparcikkeket forgalmazó kiskereskedelmi vállalatok átszervezése nagyobb szervezőmunkát igényelt, mivel ezek egymástól nem területileg, hanem szakmailag különültek el.
A Főbuha forgalmának korábban a kétharmada, később a fele bútorok értékesítéséből származott. A vállalat kis bútorüzletei azonban mind kevésbé tudtak megélni a nagy Domus-áruházak mellett. 
A Főbuha átszervezése 1978-ban történt meg: a Főbuha mint vállalat 1978-ban megszűnt, tevékenységi köreit különböző jogutódok vették át.

## Utódvállalatok
- A bútorboltokat a Domus Áruház gazdája, a Bútorértékesítő Vállalat vette át.
- A játékok, valamint a hangszerek forgalmazása Triál vállalathoz került.
- A sportruházati cikkek és a sportszerek értékesítését a Szivárvány Áruház Vállalat folytatta.
- Az ajándékboltok a Fővárosi Dohánybolt Vállalat (!) kezelésébe kerültek. [1] [2]